# Décès en avril 1936
Décès
- 1932
- 1933
- 1934
- 1935
- 1936
- 1937
- 1938
- 1939
- 1940

Pour une information complémentaire, voir la page d'aide.

| Date      | Nom           | Pays                   | Activités           | Âge | Source |
| --------- | ------------- | ---------------------- | ------------------- | --- | ------ |
| 1er avril | Veli Nieminen | Drapeau de la Finlande | Athlète finlandais. | 50  |        |